# Stati del Sudan

Divisioni amministrative del Sudan, dopo l'indipendenza del Sudan del Sud nel 2011.

Gli Stati del Sudan (in arabo: wilāyāt, sing. wilāya) sono la suddivisione territoriale di primo livello del Paese e sono pari a 18.

## Storia
La ripartizione in stati federati risale principalmente alla dominazione britannica. Il Sudan Anglo-Egiziano possedeva otto mudīriyyāt, o province, che apparivano entità effimere quando furono create, ma che divennero ben definite al principio della seconda guerra mondiale. Le otto province erano: Nilo Azzurro, Darfur, Equatoria, Cassala, Khartum, Kordofan, Nord e Alto Nilo. Nel 1948 Bahr al Ghazal si distaccò dall'Equatoria, diventando la nona provincia.
Numerose nuove province vennero create il 1º luglio 1973. Dal Darfur nacquero il Nord Darfur e il Sud Darfur, mentre il Kordofan fu diviso in Kordofan settentrionale e Kordofan meridionale. al-Jazīra e il Nilo Bianco si separarono dalla provincia del Nilo Azzurro. La provincia del Nilo si staccò dal Nord. Dalla provincia del Cassala nacque, infine, la provincia del Mar Rosso.
Un'ulteriore suddivisione delle province fu effettuata nel 1976. Laghi fu separata dal Bahr al-Ghazal e Jonglei dal Nilo Superiore. Equatoria fu divisa in Equatoria Orientale e Equatoria Occidentale. Si ebbero quindi 18 province.
Nel 1991, il governo riorganizzò le regioni amministrative in 9 stati federali, corrispondenti alle nove province in essere dal 1948 al 1973. Il 14 febbraio 1994, ci fu ancora una riforma, dalla quale sortirono 26 wilāyāt (stati). La maggior parte delle wilayat erano vecchie province o distretti provinciali. Nell'agosto 2005 venne abolito il Kordofan occidentale, il cui territorio è stato suddiviso tra gli Stati del Kordofan meridionale e Kordofan settentrionale. Nel 2005, inoltre, Bahr al-Jabal fu rinominata Equatoria Centrale.
Il Sudan risultava dunque suddiviso in 25 stati (wilāyāt) a loro volta suddivisi in 133 distretti. Ogni stato è governato da un governatore e da un consiglio dei ministri nominati direttamente dal Presidente del Sudan, ad eccezione degli Stati della regione autonoma del Sudan del Sud i cui governatori erano nominati dal presidente del Sudan del Sud che era anche vicepresidente dello Stato.
Dal 9 luglio 2011 i 10 stati più meridionali costituiscono lo Stato indipendente del Sudan del Sud, anche se le frontiere sono ancora oggetto di disputa, in particolare nel territorio di Abyei.
Nel 2012 il governo sudanese ha emesso un decreto per la formazione di due nuovi stati: Darfur Centrale e Darfur Orientale, costituiti rimpicciolendo il territorio degli attuali Darfur Meridionale e Occidentale, il territorio del Darfur Settentrionale rimane invece invariato. Nel 2013 venne creato un diciottesimo stato, il Kordofan Occidentale (che esisteva già fino al 2005 e il cui territorio in quell'anno era stato suddiviso fra i due stati confinanti del Kordofan Meridionale e Kordofan Settentrionale).

## Lista
| Localizzazione | Stato                   | Nome arabo                     | Capoluogo   | Popolazione | Superficie |
| -------------- | ----------------------- | ------------------------------ | ----------- | ----------- | ---------- |
|                | Cassala                 | كسلا Ash Sharqiya              | Cassala     | 1 171 118   | 36 710     |
|                | Darfur Centrale         | وسط دارفور Wasat Dārfūr        | Zalingei    | 2 499 000   | 37 114     |
|                | Darfur Meridionale      | جنوب دارفو Dārfūr al-Janūbiyya | Nyala       | 2 890 348   | 127 300    |
|                | Darfur Occidentale      | غرب دارفور Gharb Dārfūr        | Geneina     | 1 006 801   | 79 460     |
|                | Darfur Orientale        | شرق دارفور Scharq Dārfūr       | Ad Daein    |             |            |
|                | Darfur Settentrionale   | شمال دارفور Shamāl Dārfūr      | al-Fashir   | 1 583 179   | 296 420    |
|                | Gadaref                 | القضارف al-Qaḍārif             | Gadaref     | 1 369 300   | 75 263     |
|                | Gezira                  | الجزيرة al-Jazīra              | Wad Madani  | 4 926 555   | 27 549     |
|                | Khartum                 | الخرطوم al-Kharṭūm             | Khartum     | 7 687 547   | 22 122     |
|                | Kordofan Meridionale    | جنوب كردفان Janūb Kurdufān     | Kaduqli     | 1 111 859   | 158 355    |
|                | Kordofan Settentrionale | شمال كردفان Shamāl Kurdufān    | al-Ubayyid  | 2 529 370   | 185 302    |
|                | Nilo                    | ولاية نهر النيل Nahr al-Nīl    | Ad Damir    | 1 472 257   | 122 123    |
|                | Nilo Azzurro            | النيل الأزرﻕ al-Nīl al-Azraq   | al-Damazin  | 832 112     | 45 844     |
|                | Nilo Bianco             | النيل الأبي al-Nīl al-Abyaḍ    | Rabak       | 1 730 588   | 30 411     |
|                | Nord                    | الشمالية al-Shamāliyya         | Dongola     | 833 743     | 348 765    |
|                | Mar Rosso               | البحر الأحمر al-Bahr al-Ahmar  | Porto Sudan | 1 482 053   | 218 887    |
|                | Sennar                  | سنار Sannār                    | Sennar      | 1 285 058   | 37 844     |

La zona settentrionale dello stato del Mar Rosso, il Triangolo di Hala'ib, è controllato dall'Egitto dal 2000. Dal 1991 e al 1994, lo stato di Cassala ha presentato la denominazione di Stato Orientale (al-Sharqiyya).